# Semomesia nesti
Espèce
Semomesia nesti est une espèce d'insectes lépidoptères appartenant à la famille  des Riodinidae et au genre Semomesia.

## Taxonomie
Semomesia nesti a été décrit par William Chapman Hewitson en 1858 sous le nom de Mesosemia nesti.
Il se nomme Nesti Eyemark en anglais.

## Description
Semomesia nesti est un papillon de couleur noire.

## Écologie et distribution
Semomesia nesti n'est présent qu'en Guyane.

### Biotope
Il réside dans la forêt tropicale.

### Protection
Pas de statut de protection particulier.